# 萊阿萊斯縣

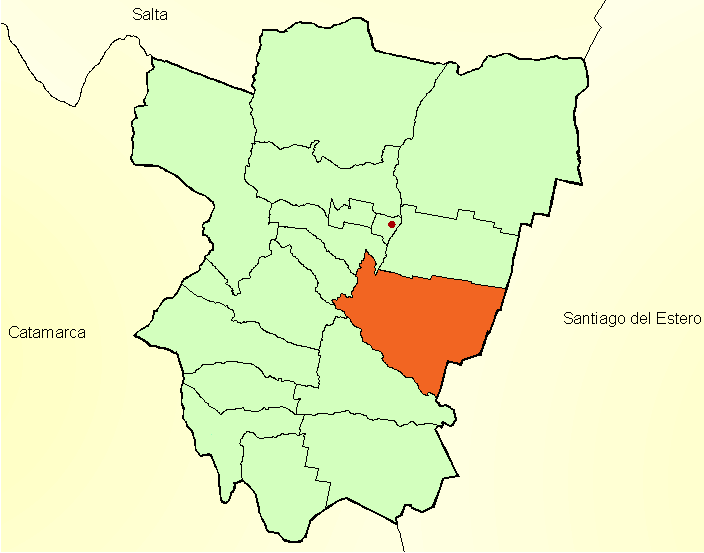

萊阿萊斯縣（西班牙語：Departamento Leales），是阿根廷的縣份，位於該國西北部圖庫曼省，首府設於貝亞維斯塔，面積917平方公里，主要經濟活動是農業，2010年人口19,002，人口密度每平方公里20.72人。
27°01′58″S 65°18′26″W / 27.03278°S 65.30722°W